# Otto Fichtner
Otto Fichtner (* 25. März 1929 in Bremen-Huchting; † 8. Juli 2013 in Bremen) war ein deutscher Jurist, Sozial - und Verwaltungswissenschaftler sowie Hochschullehrer.

## Biografie

### Familie, Ausbildung und Beruf
Fichtner war der Sohn eines Schlossers. Er wohnte 30 Jahre lang in Huchting und absolvierte die Oberschule am Leibnizplatz und schloss im Jahr 1948 mit dem Abitur ab. In der Bremer Verwaltung folgte seine weitere Ausbildung für den gehobenen Dienst. In den 1950er Jahren studierte er dann Rechtswissenschaften an der Universität Hamburg und der Universität Bonn.
In den Jahren 1956 bis 1961 war der Jurist Wissenschaftlicher Assistent in der SPD-Bundeszentrale. Er kehrte im Jahr 1961 nach Bremen zurück und setzte seine Beamtenlaufbahn im höheren Dienst als Justiziar fort. Er wurde Abteilungsleiter für Jugend bei der Senatorin für Wohlfahrt und Jugend Annemarie Mevissen (SPD).
Im Jahr 1965 erfolgte seine Wahl zum Beigeordneten für Soziales und Jugend und somit Sozialdezernent der Stadt Essen. In dieser Eigenschaft war er Mitglied der Kommission „Jugendrechtsreform“ und Mitautor der darauf fußenden Denkschrift der AWO (1968). Danach war er von 1969 bis 1976 als Ministerialdirektor Leiter der Abteilung Jugend und Sozialwesen im Bundesministerium für Jugend, Familie und Gesundheit in Bonn. Im Jahr 1976 wechselte er nach Duisburg und war hier auch Beigeordneter und Sozialdezernent sowie Stellvertreter des Oberstadtdirektors der Stadt.
Von 1990 bis 1991 wirkte er kommissarisch als Abteilungsleiter im Brandenburgischen Ministerium für Arbeit, Soziales, Gesundheit und Frauen beim Aufbau der Verwaltung. In den Jahren 1991 bis 1993 fungierte er als Präsident des Brandenburgischen Landesamtes für Soziales und Versorgung in Cottbus.
Er war als Honorarprofessor an der Universität Bremen tätig.
Er war verheiratet mit Irmgard Gaertner-Fichtner (SPD), von 1992 bis 1994 Senatorin in Bremen.

### Politik und weitere Mitgliedschaften
Fichtner wurde im Jahr 1948 Mitglied der SPD. Er war 1955/56 Bundesvorsitzender des Sozialistischen Deutschen Studentenbundes (SDS). Er war in verschiedenen SPD-Funktionen danach aktiv, u. a. auch als Ortsvereinsvorsitzender der Neustädter SPD in Bremen.
Er war seit 1962 Mitglied der Arbeiterwohlfahrt (AWO). In der AWO wirkte er in den Fachausschüssen für Jugendhilfe/Jugendpolitik sowie Wohlfahrtspflege und Sozialpolitik und von 1989 bis 1991 als Bundesvorsitzende der AWO.
Von 1966 bis 1994 war er im Vorstand des Deutschen Vereins für öffentliche und private Fürsorge (DV), von 1976 bis 1978 stellvertretender Vorsitzender und von 1978 bis 1989 Vorsitzender des DV.
Er wirkte in Borgfeld für die Wilhelm-Kaisen-Gedenk- und Dokumentationsstätte.

## Ehrungen
- Die AWO verlieh ihm die Marie-Juchacz-Plakette.
- Im Jahr 2013 ehrte ihn der SPD-Landesvorsitzende Andreas Bovenschulte von der SPD Bremen für seine ungewöhnlich lange 65-jährige Mitgliedschaft.[1]

## Werke
- Otto Fichtner mit Gerd Wenzel (Hrsg.) und Anderen: Kommentar zur Grundsicherung zum SGB XII, mehrere Auflagen. Vahlen-Verlag, München 2005, ISBN 978-3-8006-3174-2.